# The Bronx
The Bronx là một trong năm Quận của Thành phố New York. The Bronx là Quận nằm ở vị trí phía cận bắc nhất trong số các quận của Thành phố New York và cũng là Quận mới thành lập trong số 62 Quận của Tiểu Bang  New York. The Bronx nằm ở phía Đông Bắc giáp với Quận Manhattan và giáp phía Nam của Quận Westchester (của Tiểu Bang). Đây là Quận duy nhất của Thành phố nằm phần lớn  trên đất liền của khu vực Đông Bắc Mỹ (trong khi đó bốn Quận còn lại nằm trên các hòn đảo hoặc bán đảo trừ Marble Hill, một phần diện tích nhỏ của quận Manhattan). Năm 2009, Cục điều tra dân số Hoa Kỳ ước tính rằng dân số quận là 1.391.903 người vào ngày 1 tháng 7 năm 2008, với diện tích đất là 109 km² (42 dặm vuông Anh), đứng hạng thứ tư về dân số và diện tích đất, đứng hạng ba về mật độ dân số so với 5 quận của thành phố.
The Bronx bị sông Bronx chia cắt thành một khu vực có nhiều đồi hơn bên phía tây, gần quận Manhattan. Phần phía đông của nó bằng phẳng hơn nằm gần quận Queens và quận Long Island. Tây Bronx bị sáp nhập vào Thành phố New York (lúc đó phần lớn thành phố chỉ có phần đất Manhattan) vào năm 1874, và phần phía đông sông Bronx vào năm 1895. The Bronx đầu tiên có chính danh riêng là khi nó trở thành một quận của Thành phố Đại New York (City of Greater New York) vào năm 1898. Quận Bronx (quận của tiểu bang New York), có cùng ranh giới với quận thành phố The Bronx, bị tách ra khỏi quận New York (quận tiểu bang) vào năm 1912 và bắt đầu tự nó hoạt động và năm 1914. Mặc dù the Bronx là quận tiểu bang đông dân thứ ba tại Hoa Kỳ  nhưng khoảng một phần tư đất đai của nó là không gian trống, trong đó có Nghĩa trang Woodlawn, công viên Van Cortlandt, Công viên Vịnh Pelham, Vườn thực vật New York và Vườn thú Bronx nằm trong trung tânm và phía bắc của quận trên vùng đất được bảo tồn ở cuối thế kỷ 19 khi phát triển đô thị từ từ tiến về phía bắc từ quận Manhattan với đường sá, cầu và đường sắt.
Người bản thổ Mỹ Lenape (Delaware) dần dần bị các dân định cư từ Hà Lan và Vương quốc Anh buột phải đầu của nó bùng nổ từ giữa thế
LTrong quận The Bronx có khu quốc hội nghèo nhất Hoa Kỳ nhưng quận cũng có đa dạng các khu dân cư trong đó có khu Riverdale và Country Club giàu có. The Bronx, đặc biệt là Nam Bronx, có sự sa sút mạnh về dân số, nhà cửa, và chất lượng cuộc sống trong các thập niên 1960 và 1970, lên đến cực độ khi có một loại các vụ đốt phá. Tuy nhiên, trong những năm gần đây đã thấy có dấu hiệu giới hạn về sự hồi sinh.
| Sơ lược về năm quận của New York  |                    |                                 |               |               |
| Khu vực thẩm quyền                | Khu vực thẩm quyền | Dân số                          | Diện tích đất | Diện tích đất |
| Quận (thành phố)                  | Quận (tiểu bang)   | ước tính vào 1 tháng 7 năm 2008 | dặm vuông     | Cây số vuông  |
| Manhattan                         | New York           | 1.634.795                       | 23            | 59            |
| the Bronx                         | Bronx              | 1.391.903                       | 42            | 109           |
| Brooklyn                          | Kings              | 2.556.598                       | 71            | 183           |
| Queens                            | Queens             | 2.293.007                       | 109           | 283           |
| Đảo Staten                        | Richmond           | 487.407                         | 58            | 151           |
| Thành phố New York                | Thành phố New York | 8.363.710                       | 303           | 786           |
| Tiểu bang New York                | Tiểu bang New York | 19.490.297                      | 47.214        | 122.284       |
| Nguồn: Cục điều tra dân số Hoa Kỳ |                    |                                 |               |               |

### Liên kết tổng quát
- Văn phòng quận trưởng, quận Bronx
- Nhật báo The Bronx Times

### Các nơi trong quận Bronx
- Vườn thú Bronx
- Vường thực vật New York
- Trung tâm Mỹ thuật Sông Bronx
- Wave Hill: Trung tâm Văn hóa và Công viên New York Lưu trữ ngày 25 tháng 11 năm 2005 tại Wayback Machine
- Sân vận động Yankee Lưu trữ ngày 20 tháng 10 năm 2014 tại Wayback Machine